# 圣雅各伯堂 (布鲁日)
圣雅各伯堂 (Sint-Jakobskerk) 是一座天主教教堂，位于比利时城市布鲁日。教堂始建于1240年，1459年大大扩展，以配合布鲁日的发展，和日益富裕。该堂由勃艮第公爵赞助。 在17世纪晚期和18世纪初，教堂的内部改造为现在的巴洛克风格。

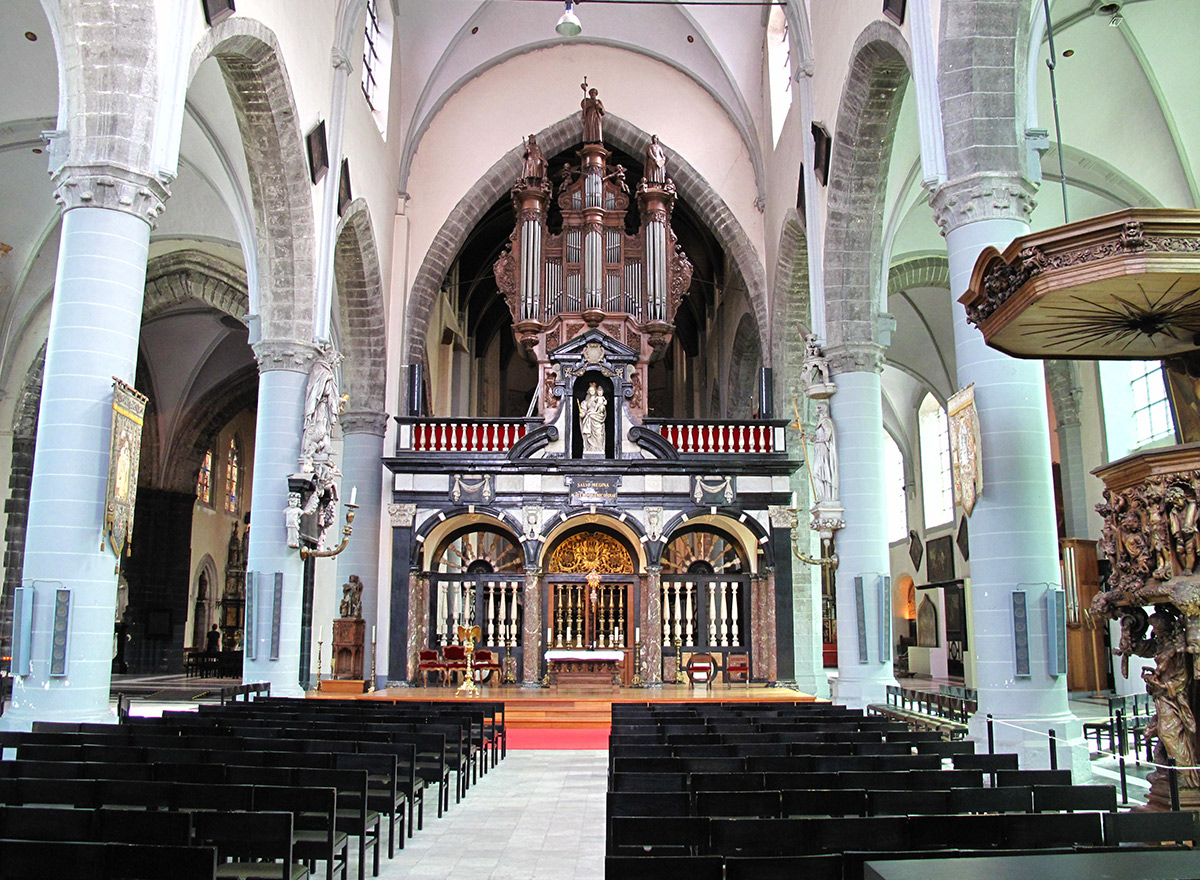
内部
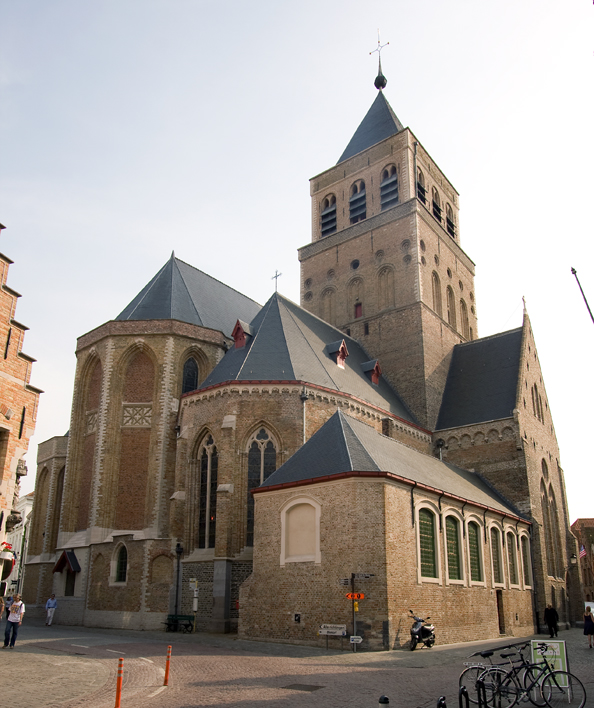
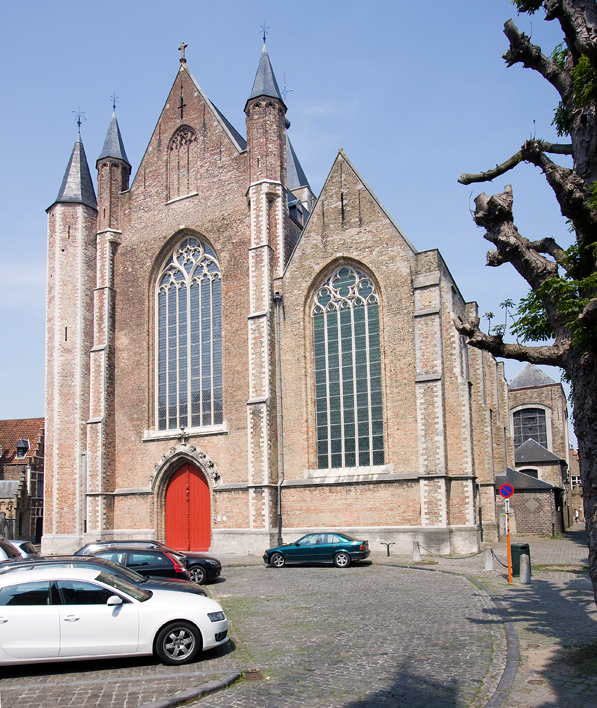
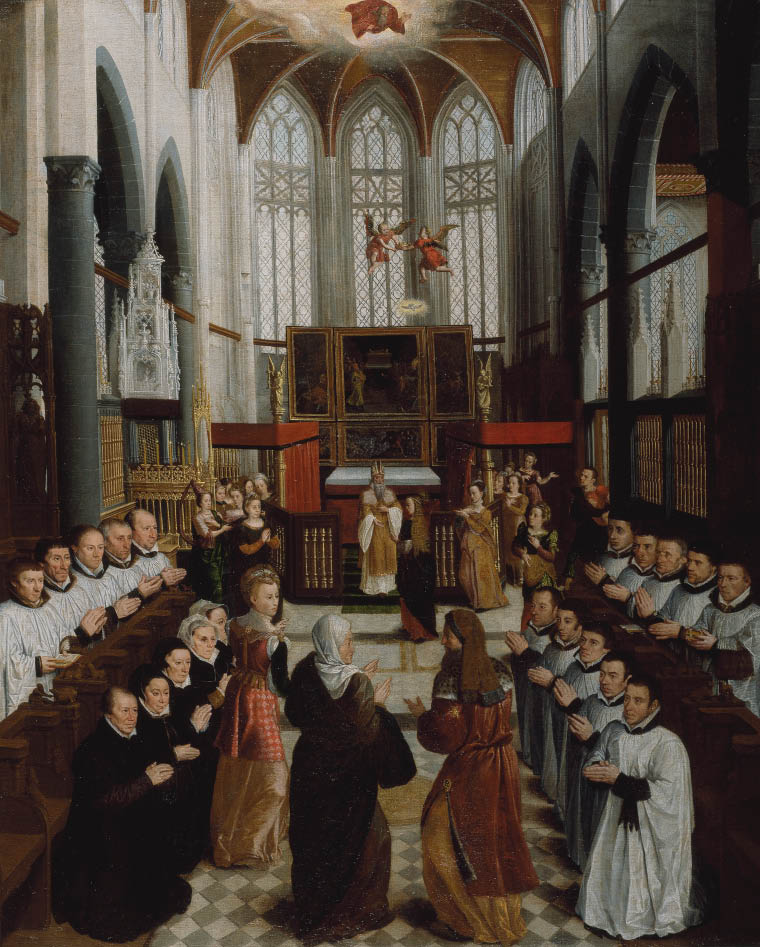
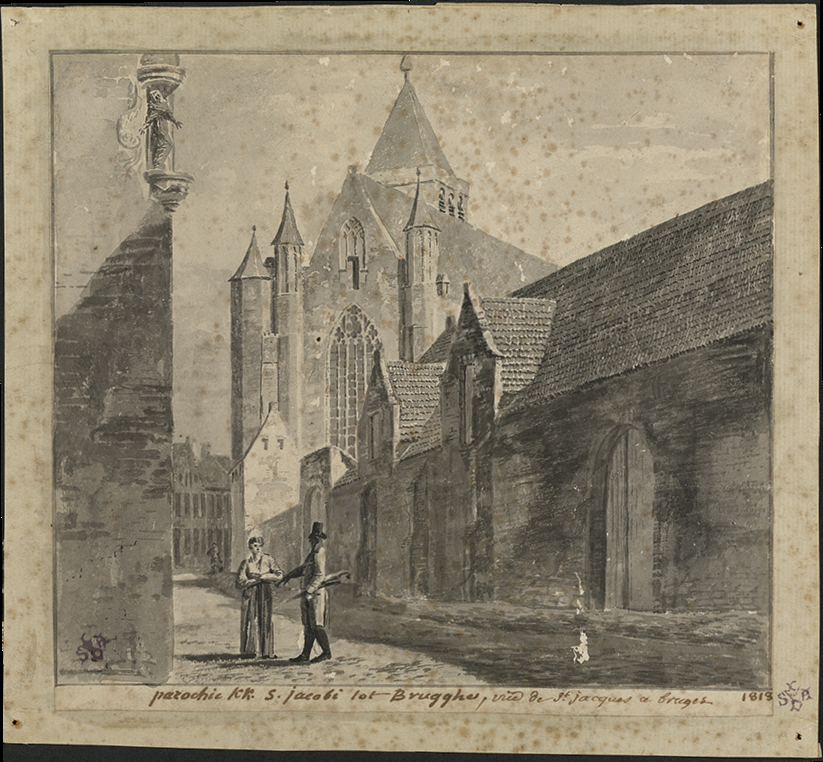